# The X-Files: Fight the Future
The X-Files: Fight the Future (titulada: Expediente X: La película en España y Los expedientes secretos X: Combate al futuro en Hispanoamérica) es una película de suspenso de ciencia ficción estadounidense de 1998 basada en la serie de televisión de Chris Carter, The X-Files, que gira en torno a casos ficticios sin resolver llamados X-Files. Fue dirigida por Rob Bowman, escrita por Carter y Frank Spotnitz, contó con cinco personajes principales de la serie de televisión: David Duchovny, Gillian Anderson, Mitch Pileggi, John Neville, y William B. Davis repiten sus respectivos papeles como agentes del FBI, Fox Mulder y Dana Scully, el subdirector del FBI Walter Skinner, El hombre bien manicurado («Well-Manicured Man» en inglés) y El fumador. La película fue promocionada con el lema Fight the Future.
La película tiene lugar entre las temporadas cinco (episodio «The End») y seis (episodio «The Beginning») de la serie de televisión, y se basa en la mitología extraterrestre de la serie. La historia sigue a los agentes Mulder y Scully, retirados de sus trabajos habituales en los Expediente X e investigando el bombardeo de un edificio y la destrucción de pruebas criminales. Descubren lo que parece ser una conspiración del gobierno que intenta ocultar la verdad sobre una colonización alienígena de la Tierra.
Carter decidió hacer un largometraje para explorar la mitología del programa en una escala más amplia, además de atraer a los no fanáticos. Escribió la historia con Frank Spotnitz a finales de 1996 y, con un presupuesto de 20th Century Fox, el rodaje comenzó en 1997, tras el final de la cuarta temporada del programa. Carter reunió al elenco y al equipo del programa, así como a otros actores conocidos como Blythe Danner y Martin Landau, para comenzar la producción de lo que denominaron «Project Blackwood». La película fue producida por Carter y Daniel Sackheim. Mark Snow continuó su papel como compositor de X-Files para crear la partitura de la película.
La película estrenó el 19 de junio de 1998 en los Estados Unidos y recibió críticas mixtas de los críticos, pero fue un éxito de taquilla, ganando 189 millones de dólares en todo el mundo contra un presupuesto de 66 millones de dólares. Una secuela, titulada I Want to Believe, fue estrenada diez años después.

## Argumento
En el 35000 a. C. durante la Edad de Hielo, en lo que se convertirá en el norte de Texas, dos cazadores de cavernas se encuentran con una gran forma de vida extraterrestre en una cueva, que mata a uno e infecta al otro con una sustancia negra parecida al aceite. En 1998, en la misma zona, un niño cae en un agujero y también se infecta con una sustancia negra que se filtra del suelo. Los bomberos que entran en el hueco para rescatarlo no salen. Llega un equipo de hombres vestidos con trajes de materiales peligrosos y extraen los cuerpos del niño. Mientras tanto, los agentes especiales del FBI, Fox Mulder y Dana Scully, investigan una amenaza de bomba contra un edificio federal en Dallas, descubren la bomba en un edificio al otro lado de la calle. Mientras se evacua el edificio, el agente especial a cargo Darius Michaud permanece, aparentemente para desarmar la bomba. Sin embargo, simplemente espera a que detone la bomba.
Mulder y Scully luego son castigados porque, además de Michaud, otras cuatro personas estaban en el edificio durante el atentado. Esa noche, Mulder es abordado por un médico paranoico, Alvin Kurtzweil, quien le explica que las "víctimas" ya estaban muertas y que el bombardeo fue un montaje para encubrir cómo murieron. En la morgue del hospital, Scully puede examinar a una de las víctimas y encuentra evidencia de un virus alienígena. Mientras tanto, el fumador de cigarrillos va a Texas, donde el Dr. Ben Bronschweig le muestra a uno de los bomberos perdidos, que tiene un organismo alienígena que reside dentro de su cuerpo. Ordena a Bronschweig que le administre una vacuna, pero que queme el cuerpo si falla. Más tarde, el organismo alienígena se gesta inesperadamente y mata a Bronschweig.
Mulder y Scully viajan a la escena del crimen en Texas, donde descubren que el sitio se ha convertido apresuradamente en un nuevo patio de recreo y se encuentran con los niños cuyo amigo cayó al hoyo. Conduciendo en la dirección indicada por los niños, la pareja se encuentra con un tren con algunos camiones cisterna de gasolina blancos y lo siguen hasta un gran campo de maíz que rodea dos cúpulas brillantes. Dentro de las cúpulas, las rejillas del suelo se abren y salen volando enjambres de abejas que atacan a los agentes. Huyen a través de un campo de maíz adyacente, perseguidos por helicópteros negros, pero logran escapar cuando los helicópteros desaparecen repentinamente.
Al regresar a Washington D. C., Scully asiste a una audiencia de desempeño; al mismo tiempo, Mulder se reúne con Kurtzwell en un intento por obtener más información. Scully llega al apartamento de Mulder para decirle que la han transferido a Salt Lake City. Mulder está devastado por perder a su compañera. Los dos están a punto de compartir un beso cuando Scully es picada por una abeja que se había alojado debajo del cuello de su camisa. Rápidamente cae inconsciente mientras Mulder llama a los paramédicos, pero el conductor de la ambulancia le dispara a Mulder y secuestra a Scully. Más tarde se la ve en una unidad de aislamiento que se carga en un avión. Mulder inconsciente es recogido por otra ambulancia. No gravemente herido, sale del hospital con la ayuda de The Lone Gunmen y el subdirector del FBI, Walter Skinner. Luego conoce a un exadversario, el Hombre Bien Cuidado, quien le da la ubicación de Scully, junto con una vacuna contra el virus que la ha infectado. Cuando Mulder se va, el Hombre Bien Cuidado se suicida en un coche bomba, antes de que se descubra su traición al Sindicato.
En la Antártida, 48 horas después, Mulder encuentra a Scully en una gran instalación subterránea que contiene muchos humanos suspendidos en recintos similares al hielo. Él rompe el confinamiento de Scully y usa la vacuna para revivirla, pero esto interrumpe las instalaciones y los extraterrestres envueltos comienzan a intentar escapar. Después de que Mulder y Scully escapan a la superficie, una enorme nave alienígena emerge de debajo del hielo y viaja hacia el cielo. Mulder lo observa desaparecer en la distancia mientras Scully recupera la plena conciencia.
Más tarde, en otra audiencia, se ignora el testimonio de Scully y se destruyen las pruebas en Texas. Al moderador de la audiencia, le entrega la única prueba restante de su terrible experiencia, la abeja que la picó, y señala que el FBI actualmente no es capaz de investigar esta evidencia. Afuera, Mulder lee un artículo que ha cubierto los domos y el campo de cultivo en Texas. Scully le informa a Mulder que está dispuesta a seguir trabajando con él: "Si renuncio ahora, ellos ganan".
En otro puesto de cultivos en Túnez, el fumador de cigarrillos advierte a Conrad Strughold que Mulder sigue siendo una amenaza, mientras explica lo que Mulder ha descubierto sobre el virus. Luego le entrega un telegrama que revela que la unidad de Expediente X ha sido reabierta.

## Elenco

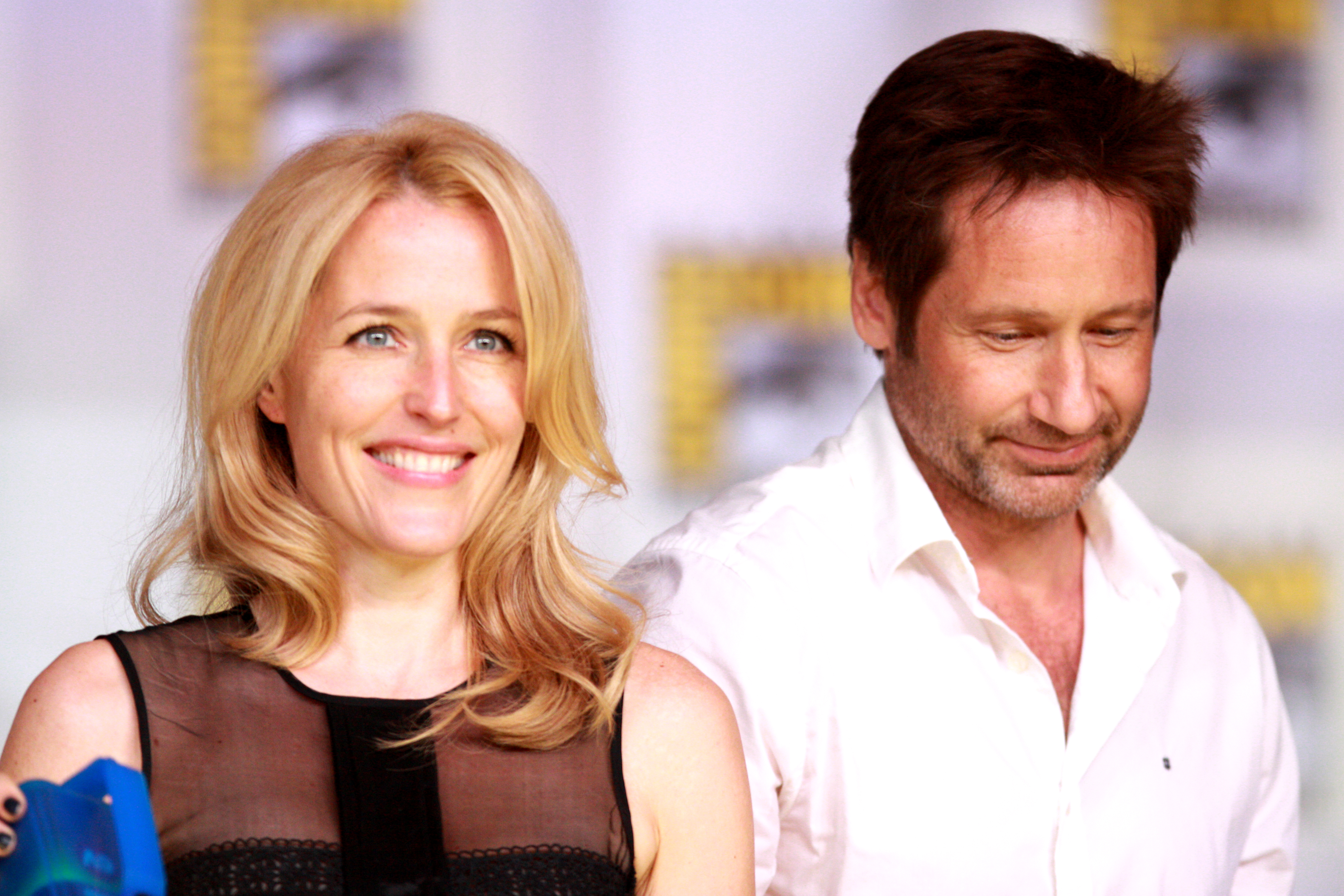
Gillian Anderson y David Duchovny en San Diego Comic 2013

- David Duchovny como Agente Especial Fox Mulder
- Gillian Anderson como Agente Especial Dana Scully
- Martin Landau como Alvin Kurtzweil
- Blythe Danner como Jana Cassidy
- Armin Mueller-Stahl como Conrad Strughold
- Mitch Pileggi como Director adjunto Walter Skinner
- William B. Davis como El fumador
- John Neville como El hombre bien manicurado («Well-Manicured Man» en inglés)
- Dean Haglund como Richard "Ringo" Langly
- Bruce Harwood como John Fitzgerald Byers
- Tom Braidwood como Melvin Frohike
- Jeffrey DeMunn como Ben Bronschweig
- Jason Beghe como Hombre del FBI en el sitio de la bomba
- Michael Shamus Wiles como Hombre de pelo negro
- Terry O'Quinn como Agente Especial a Cargo, Darius Michaud
- Lucas Black como Stevie
- Gary Grubbs como Capitán de bomberos, Cooles
- Nick Lashaway como joven Fox Mulder
- Don S. Williams como Primer Anciano
- George Murdock (actor) como Segundo Anciano

## Producción

### Concepción y preproducción
Después de cinco temporadas exitosas, Chris Carter quería contar la historia de la serie a una escala más amplia, lo que en última instancia significaba crear un largometraje. Más tarde explicó que el problema principal era crear una historia para la cual el espectador no necesitaría estar familiarizado con el escenario del programa y los diversos arcos de la historia.
Carter y Frank Spotnitz escribieron la mayor parte del guion en Hawái durante la Navidad de 1996. Usaron el mismo método que habían usado al escribir episodios y esbozar escenas para la serie en tarjetas de 3x5. Cuando terminaron las vacaciones de Navidad, se había escrito toda la narrativa de la película. A su regreso de Hawái, Carter buscó tiempo libre para escribir el guion. Regresó a Hawái y en diez días escribió aproximadamente la mitad del guion de 124 páginas de la película.
Carter le dio 90 páginas del guion a Fox, quienes lo recibieron bien. Aunque no se le dio luz verde oficialmente, obtuvo un presupuesto por parte de Fox y comenzó a hacer planes sobre cuándo y dónde se filmaría. Carter luego reclutó a Daniel Sackheim como productor de la película. Sackheim había producido previamente el episodio piloto de The X-Files y dirigió varios episodios en las dos primeras temporadas. The X-Files marcó su primera contribución como productor de un largometraje. La elección de Carter como director fue Rob Bowman, quien había sido el productor ejecutivo y director de la serie antes de que la base de producción se trasladara de Vancouver a Los Ángeles.
Durante la producción, los realizadores hicieron todo lo posible para preservar el secreto, incluida la impresión del guion en papel rojo para evitar fotocopias, y la filtración de desinformación a los medios y dando a la película el nombre en clave «Project Blackwood». El código fue descifrado por fanáticos que especularon sobre el significado detrás de él. Durante la escena del norte de Texas, se puede ver el "condado de Blackwood" en los camiones de bomberos respondiendo al niño infectado. Según Spotnitz, «Blackwood» no tenía un significado particular.
Al comienzo de la fase de preproducción, Carter y Bowman estaban ocupados con la serie de televisión, dejando que Sackheim trabajara solo. Sackheim contrató al productor ejecutivo Lata Ryan, quien previamente había colaborado con Steven Spielberg para su película de 1993, Jurassic Park. Una vez contratado, a Ryan se le permitió leer el guion frente a los miembros del personal de Ten Thirteen Productions, pero no llevárselo. En este momento, la mayoría de los miembros del personal no habían leído el guion por sí mismos. Después de que Ryan aceptó la oferta de convertirse en productor ejecutivo, Chris Nowak fue contratado como diseñador de producción, Ward Russell como director de fotografía y Bill Liams como coordinador de construcción. Según Ryan, habían asegurado a todo el personal clave seis semanas antes de que comenzara la filmación principal.

### Guion y casting

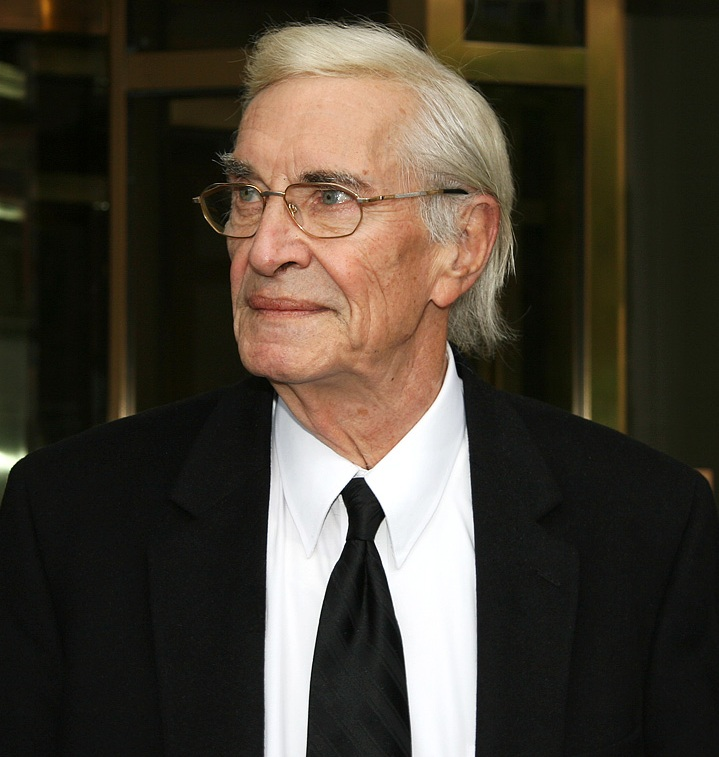
Martin Landau fue una de las estrellas más conocidas de la película

Tanto Carter como Spotnitz querían hacer la película "más grande" que la serie, por lo que decidieron comenzar y terminar la película en un "lugar extremo" y explicar aspectos del arco de la historia que el programa no tenía. Mientras reunían materiales de investigación, se enteraron de que la Tierra estuvo una vez cubierta de hielo y decidieron abrir la película en Texas en 35000 a. C. con "Primitivos" humanos como los primeros personajes en aparecer.
La película incluyó a actores conocidos del programa como David Duchovny como Fox Mulder, Gillian Anderson como Dana Scully, Mitch Pileggi como Walter Skinner y William B. Davis como El fumador de cigarrillos, así como nuevos actores y personajes de la franquicia. Estos incluyeron a Martin Landau y Blythe Danner. El fichaje de estos actores rompió con lo que se había convertido en tradición para The X-Files. Carter había elegido a propósito actores virtualmente desconocidos para la serie de televisión, para hacerla más creíble; "Tan pronto como pones a un actor cuyo rostro es muy reconocible, tienes una situación que va en contra de la realidad del programa". Vio la creación de la película como una oportunidad para romper esta regla. Le ofreció a Glenne Headly el pequeño papel de cantinera. Fanática del programa, aceptó con entusiasmo.

### Escenografía
Chris Nowak fue contratado como diseñador de producción de la película por Daniel Sackheim. Nowak era un ex arquitecto que había trabajado como escenógrafo de teatro profesional durante ocho años, antes de pasar al negocio del cine como director de arte. Nowak había trabajado anteriormente con Sackheim en una producción de televisión, lo que llevó a Sackheim a contactarlo para hacer una entrevista para la selección de un diseñador de producción. Según Sackheim, Nowak fue contratado porque era el único capaz de crear una "visión enfocada" para la película.
Nowak quería comenzar el proceso de diseño después de hablar sobre la historia con los realizadores para poder formular "un sentido de la atmósfera" que querían crear para la película. Quería crear un "ambiente oscuro, aterrador y opresivo" para los personajes, especialmente Mulder. Si bien estaba familiarizado con la serie de televisión, Nowak decidió no revisar ningún episodio como preparación para su papel en la producción. Al explicar esta decisión, dijo: "Quería que la película fuera lo más fresca y nueva posible en su diseño. Por supuesto, había algunos elementos del programa que debían conservarse".
El departamento de diseño encontró todas sus ubicaciones y diseñó escenarios en ocho semanas, guiado por los comentarios de los realizadores. Nowak comenzó creando obras de arte para todos los escenarios y ubicaciones principales, trabajando con los dos artistas conceptuales Tim Flattery y Jim Martin. Nowak creó borradores y se los envió a Flattery y Martin, quienes continuaron desarrollándolos hasta que estuvieron completos. La obra de arte completa se presentó a Chris Carter, Rob Bowman, Lata Ryan y Sackheim para su aprobación. Al considerar el cronograma, no hicieron cambios notables en la obra de arte.
Una vez que los conceptos de los decorados fueron aprobados por Carter, Bowman, Sackheim y Ryan, se enviaron a la etapa de planos para que la construcción de los decorados pudiera comenzar bajo la supervisión del coordinador de construcción Bill Liams. Todos los conjuntos principales se construyeron "simultáneamente" debido al programa. Sin embargo, esto resultó ser un desafío para el equipo de producción, porque significaba que tenían que pagar el alquiler de todos los escenarios al mismo tiempo. La construcción del set comenzó siete semanas antes de la filmación.

### Rodaje
Carter y Bowman querían filmar en tantos lugares diferentes como fuera posible para darle a la película una sensación "más grandiosa" de la que normalmente se había logrado en los episodios de televisión. El calendario más ajustado, con solo ocho semanas de preproducción y 45 días de fotografía principal, hizo que la producción tuviera menos rodajes de lo planeado. Los Ángeles terminó reemplazando a Dallas y Londres (aunque se hizo una toma en Londres con un doble), y las escenas de hielo, inicialmente previstas para un campo de hielo en Alaska, se trasladaron a Whistler, Columbia Británica, cerca de las ubicaciones habituales del programa en Vancouver. La fotografía principal de la película comenzó el 16 de junio de 1997.
La película se filmó en la pausa entre la cuarta y la quinta temporada del programa y se realizaron nuevas grabaciones durante el rodaje de la quinta temporada del programa. Debido a las exigencias del rodaje de la película en los horarios de los actores, algunos episodios de la quinta temporada no giraron en torno a Mulder y Scully, sino solo a una de las dos estrellas principales.

### Música
Dos bandas sonoras, The X-Files: Original Motion Picture Score y The X-Files: The Album fueron lanzados a los mercados locales en 1998. The X-Files: The Album incluyó una versión del tema original del estadounidense el dúo The Dust Brothers, e incluyó una pista oculta en la que Chris Carter detalla un resumen de la mitología de The X-Files. Mark Snow, que había trabajado en la serie de televisión como compositor, fue contratado para la música de la película. Chris Carter quería un "enfoque mínimo" de la música. No quería mucha "melodía" y quería reemplazarla con una "atmósfera ambiental" y un "diseño de sonido" sencillos. Snow mezcló música electrónica con una orquesta de 85 miembros para darle a la película un "gran sentido de alcance y grandeza".
Al crear la música para la película, Snow tuvo un par de meses para escribir y producir la música, componiendo la serie de televisión simultáneamente. La película marcó la primera vez en la historia de la franquicia que la música se compuso y grabó con la ayuda de una orquesta, aunque, según Snow, no hubo cambios significativos en el proceso de grabación y escritura durante la producción de la película. La diferencia más sustancial fue que Snow usó archivos MIDI para guardar sus partituras y piezas musicales, que luego serían enviadas a un copista que las tomaría a través de uno de sus programas y finalmente se las entregaría a los orquestadores.

## Estreno

### Cine
La película estrenó teatralmente en los Estados Unidos (así como en Canadá) el 19 de junio de 1998, distribuida por 20th Century Fox. Cerró después de 14 semanas, y su estreno más amplio fue de 2.650 salas.

### Medios domésticos
El mismo año que el estreno internacional en cines, la película se estrenó en VHS el 13 de octubre de 1998 con un «Extended Cut» (Corte extendido, en inglés) que es 41 segundos más largo que la versión en cines. La película apareció más tarde en DVD en la Región 1, el 4 de mayo de 1999 y en la Región 2, el 24 de enero de 2000. En 2008, el productor Frank Spotnitz anunció planes para lanzar una nueva edición especial en DVD y Blu-ray de la película. "Estamos trabajando en empaquetar los lanzamientos de DVD y Blu-ray [reeditados] con tantos extras como quepan, incluidos comentarios de video y audio, metraje detrás de escena, bloopers, trailers, un nuevo documental y varios otras sorpresas interesantes". La versión en Blu-ray se lanzó el 2 de diciembre de 2008. Además, Elizabeth Hand escribió una novelización de la película que se estrenó el 19 de junio de 1998.

## Recepción

### Taquilla
La película recaudó $83,898,313 en los Estados Unidos y $105,278,110 internacionalmente, lo que arroja un total bruto mundial de $189,176,423. En su primer fin de semana, que se exhibió en 2.629 salas de cine, ganó $30.138.758, que fue el 35,9% de su total bruto. Según Box Office Mojo, ocupó el puesto 23 para todas las películas estrenadas en los Estados Unidos en 1998 y el número 10 para películas clasificadas PG-13 estrenadas ese año.

### Respuesta crítica
En Rotten Tomatoes, la película tiene una calificación del 66% basada en reseñas de 72 críticos y una calificación promedio de 6.1 / 10. El consenso establece que "los resultados pueden variar para los recién llegados, pero los fanáticos de la serie disfrutarán de su transición a la pantalla grande". En Metacritic, la película tiene una puntuación de 60 sobre 100, según las críticas de 23 críticos. Las audiencias encuestadas por CinemaScore le dieron a la película una calificación A- en una escala de A a F.
| La película responde una pregunta planteada en el programa durante una hora a la semana, cinco años consecutivos: ¿Está el gobierno conspirando para ocultar al público la verdad sobre los extraterrestres? Usted apuesta. Ciertamente esa ha sido la implicación desde el principio, y dado que la paranoia alimenta el espectáculo, no es un gran salto en la pantalla grande. —Tim Goodman, ecribiendo para The San Francisco Examiner |

Roger Ebert hizo una crítica positiva de la película con tres de las cuatro estrellas, diciendo: "Como película pura, The X-Files funciona más o menos. Como historia, necesita una secuela, una precuela y Cliff Notes". Gene Siskel también le dio a la película tres de cuatro estrellas, diciendo que estaba intrigado por los personajes y que "ahora estaba seriamente tentado de ver el programa de televisión". Joyce Millman de Salon era más equívoca, escribiendo ". .. Realmente no se puede tratar a The X-Files como una película porque no lo es. Es un episodio de dos horas del programa ", y dijo que estaba lejos de ser el "más satisfactorio" de los lanzamientos de X-Files. El crítico de San Francisco Chronicle, Bob Graham, se mostró positivo con la película y calificó a "David Duchovny y Gillian Anderson [...] héroes enormemente comprensivos". Michael O'Sullivan, un crítico de The Washington Post, calificó la película de "elegante, aterrador, irónicamente divertido y, a veces, simplemente asquerosa".
El crítico de Los Angeles Times, Kenneth Turan, consideró que era difícil darle sentido a la película y dijo que se basaba demasiado en la mitología de la serie. Lisa Alspector escribió que "Sólo dos escenas en este spin-off valen el tiempo de los seguidores de la serie de televisión". El crítico de variedades Todd McCarthy comentó: alcance que están más allá del tamaño de la televisión, pero siguen siendo bastante decepcionantes según los estándares de las funciones". Janet Maslin de The New York Times respondió negativamente a la película, opinando que transcurrió sin incidentes y despreciando la "atmósfera de silencio" que rodeaba la producción. Andrew Johnston le dio una reseña a la película en Time Out New York y observó: "The X-Files siempre ha sido el programa más cinematográfico de la televisión, y Bowman (que ha dirigido muchos de sus mejores episodios) amplía la escala y el impacto del programa en la pantalla grande mientras manteniendo intactos sus encantos".

## Secuela
The X-Files ha dado lugar a una secuela, una película de 2008 titulada, The X-Files: I Want to Believe estrenada seis años después de que terminara la serie. La película recaudó 68 millones de dólares y recibió un índice de aprobación más bajo en Rotten Tomatoes que la primera película. En una entrevista con Entertainment Weekly, Chris Carter anunció que si I Want to Believe tenía éxito, propondría que una tercera película volviera a la mitología de la serie de televisión y se centrara en la invasión alienígena predicha dentro de la serie, que se produciría en diciembre de 2012. No sucedió una tercera película; en cambio, la serie de televisión se revivió en 2016.